# Rachoviscus
Rachoviscus is een geslacht van straalvinnige vissen uit de familie van de karperzalmen (Characidae).

## Soorten
- Rachoviscus crassiceps Myers, 1926
- Rachoviscus graciliceps Weitzman & da Cruz, 1981